# Chamaeleo kinetensis
Chamaeleo kinetensis este o specie de cameleon din genul Chamaeleo, familia Chamaeleonidae, ordinul Squamata, descrisă de Schmidt 1943. Conform Catalogue of Life specia Chamaeleo kinetensis nu are subspecii cunoscute.